# 衣川幸夫
衣川 幸夫（きぬがわ ゆきお、1974年7月29日 - ）は、兵庫県神戸市須磨区出身の元プロ野球選手（捕手、内野手、外野手）。
弟は、元社会人野球選手の衣川隆夫。

## 来歴・人物
育英高等学校では、3年生の時に第74回選抜大会に出場。同年夏は県大会準決勝で塩谷和彦のいる神港学園に敗れた。1学年下にはプロでも同僚となる大村直之がいた。
1992年度ドラフト会議にて高校の先輩・鈴木啓示監督が就任した近鉄バファローズから4位指名を受け、入団。ウエスタン・リーグで首位打者（1998年シーズン）・打点王（1999年シーズン）を獲得したが、一軍での出場機会はほとんどなかった。
2000年開幕直前に代田建紀と共に田畑一也との2対1の交換トレードでヤクルトスワローズへ移籍。
移籍1年目は代打としてよく起用されていたが、翌年のシーズン以降は再び出番が減り、捕手から一塁手・外野手へのコンバートが行われたものの結果は変わらず。2002年シーズンにはイースタン・リーグでも首位打者となるが、2003年シーズンオフに現役を引退。
引退後、2006年より四国アイランドリーグ・徳島インディゴソックスのコーチを3年間務めた。
2009年、関西独立リーグ・神戸9クルーズのコーチに就任。5月15日に選手兼任コーチとして現役復帰するも、同年限りで退団し、再び現役を引退。
2024年現在は社会人軟式野球チームのSHINMEI GROUP若潮野球部コーチを務める。

## 詳細情報

### 年度別打撃成績
| 年 度     | 球 団     | 試 合 | 打 席 | 打 数 | 得 点 | 安 打 | 二 塁 打 | 三 塁 打 | 本 塁 打 | 塁 打 | 打 点 | 盗 塁 | 盗 塁 死 | 犠 打 | 犠 飛 | 四 球 | 敬 遠 | 死 球 | 三 振 | 併 殺 打 | 打 率 | 出 塁 率 | 長 打 率 | O P S |
| --------- | --------- | ----- | ----- | ----- | ----- | ----- | -------- | -------- | -------- | ----- | ----- | ----- | -------- | ----- | ----- | ----- | ----- | ----- | ----- | -------- | ----- | -------- | -------- | ----- |
| 1998      | 近鉄      | 3     | 6     | 6     | 0     | 3     | 0        | 0        | 0        | 3     | 1     | 0     | 0        | 0     | 0     | 0     | 0     | 0     | 2     | 0        | .500  | .500     | .500     | 1.000 |
| 1999      | 近鉄      | 3     | 6     | 6     | 0     | 0     | 0        | 0        | 0        | 0     | 0     | 0     | 0        | 0     | 0     | 0     | 0     | 0     | 2     | 0        | .000  | .000     | .000     | .000  |
| 2000      | ヤクルト  | 39    | 37    | 31    | 3     | 5     | 2        | 0        | 0        | 7     | 2     | 0     | 0        | 1     | 0     | 4     | 0     | 1     | 12    | 0        | .161  | .278     | .226     | .504  |
| 2002      | ヤクルト  | 5     | 4     | 3     | 0     | 0     | 0        | 0        | 0        | 0     | 0     | 0     | 0        | 0     | 0     | 1     | 0     | 0     | 1     | 0        | .000  | .250     | .000     | .250  |
| 通算：4年 | 通算：4年 | 50    | 53    | 46    | 3     | 8     | 2        | 0        | 0        | 10    | 3     | 0     | 0        | 1     | 0     | 5     | 0     | 1     | 17    | 0        | .174  | .269     | .217     | .487  |

### 記録
- 初出場：1998年10月3日、対オリックス・ブルーウェーブ27回戦（グリーンスタジアム神戸）、8回裏に捕手として出場
- 初先発出場：1998年10月6日、対西武ライオンズ25回戦（西武ドーム）、7番・一塁手として先発出場
- 初安打：同上、4回表に豊田清から中前安打
- 初打点：1998年10月7日、対西武ライオンズ26回戦（西武ドーム）、4回表に石井貴から中前適時打

### 背番号
- 42 （1993年）
- 46 （1994年 - 1999年）
- 39 （2000年 - 2001年）
- 54 （2002年 - 2003年）
- 75 （2009年）